# Amor à Prova
Amor à Prova é uma futura telenovela portuguesa produzida pela Plural Entertainment e transmitida pela TVI, a partir do último trimestre de 2025, substituindo A Protegida. Trata-se da adaptação do original chileno Te Doy La Vida, com filmagens em Lisboa e no Montijo.
É protagonizada por José Condessa, Joana de Verona, Ana Guiomar, Diogo Amaral e Alexandra Lencastre.

## Sinopse
Quando Alice e Tomás recebem o diagnóstico de que Nico, o seu único filho, tem leucemia e necessita de um transplante de medula, vêem-se assombrados por um segredo do passado: ele não sabe que é adoptado.
A busca por um dador torna-se a missão central e urgente de toda a família: David, médico, casado com Amália, influencer e irmã mais velha de Alice; e os avós Vitor e Maria da Luz, pais de Alice, que mantêm um casamento de aparências. Apenas Ana, filha mais nova do casal, em viagem pela América Central, não imagina o tsunami que atingiu a vida do único sobrinho. Os resultados negativos nos testes de compatibilidade da família, a piora no quadro de saúde de Nico e a demora por uma resposta do banco de doadores de medula, não oferecem outra hipótese: para salvar a vida de Nico é preciso encontrar os seus progenitores. Apesar de não serem um fator determinante, a verdade é que os laços de sangue aumentam as possibilidades de um dador compatível.
Além de lidar com as suas inseguranças pessoais, Tomás sabe que um pedido à justiça, para levantamento do sigilo das identidades dos pais biológicos, pode demorar meses e recorre ao pai, Afonso, juiz reformado, com quem mantém uma relação difícil, mas que, na altura, facilitou o processo de adopção. Entre recursos legais e outros atalhos menos formais, surge a informação de que o pai de Nico trabalhava como mecânico na Auto Mota, uma conhecida oficina de automóveis no Montijo, cujo dono é Nelson.
Lá, Alice descobre que há dois mecânicos que preenchem os requisitos para ser o pai biológico de Nico: ter idade entre os 25-35 anos, e trabalhar na oficina há mais de 8, o que coincidiria com a idade do miúdo. Um dos candidatos é o encantador e carismático Cris, que mantém um namoro com Sara, a filha do chefe. O segundo candidato é o estiloso e simpático Bruno, melhor amigo de Cris, solteiro, e conhecido pelo historial de andar em festas em busca de muita diversão e… algum aconchego.
A notícia de que pode ser pai de um miúdo doente, cai como uma bomba na vida de Cris e da sua família. A mãe, São, parece empolgada com a possibilidade de ter um neto, enquanto o pai, Domingos, a desencoraja e acredita que independentemente do resultado dos testes de ADN: “pai é quem cria”. Quem apoia Cris incondicionalmente é o seu irmão mais novo, André, tipo tímido e estudioso que está a tirar o curso de Direito, mas foge toda vez que é “intimado” a falar sobre a sua vida amorosa. Por que razão será?!
Depois de uma espera angustiante, os testes comprovam que Cris é pai de Nico e dador de medula compatível. A notícia é recebida com emoção por Alice, pela possibilidade de cura do filho, mas também com receio por Tomás pelas possíveis consequências da descoberta do verdadeiro pai de Nico. Também Cris enfrenta um misto de sentimentos, entre o choque de saber que é pai, quando sequer imaginava ter engravidado alguém, e a alegria de poder salvar a vida do filho inesperado.
A ligação entre pai e filho é imediata, unida também por uma paixão comum: o mundo automóvel. Isto desperta ainda mais a insegurança de Tomás e os ciúmes de Sara, a namorada de Cris. Mas o destino reserva outra surpresa: Alice e Cris desenvolvem uma grande profundidade, apaixonam-se e, depois de muito resistirem, envolvem-se.
O drama adensa-se quando Amália, a irmã de Alice que sempre investiu na sua felicidade, investe em roubar-lhe a vida e conquistar Tomás, apoiando-o na luta pela guarda de Nico. Será bem-sucedido? Conseguirão Alice e Cris viver este intenso amor? O que farão Tomás e Sara ao saberem que os dois estão juntos? Quem será a mãe biológica de Nico e qual o seu paradeiro? Quem, afinal, garantirá a guarda da criança? E quem tem direito, legal e moral, sobre ela? Os pais biológicos ou os adotivos? No meio de tantas dúvidas, uma certeza: a moldura de “família perfeita” pintada por Tomás e Alice, vai ganhar novas tintas e contornos inesperados.

## Elenco
| Ator/Atriz          | Personagem       |
| ------------------- | ---------------- |
| José Condessa       |                  |
| Joana de Verona     |                  |
| Ana Guiomar         |                  |
| Diogo Amaral        |                  |
| Alexandra Lencastre | Maria da Luz     |
| Diogo Infante       |                  |
| Fernanda Serrano    |                  |
| Guilherme Filipe    |                  |
| João Jesus          |                  |
| Lucas Dutra         |                  |
| Mafalda Marafusta   |                  |
| Rodrigo Trindade    |                  |
| Sofia Grillo        |                  |
| Susana Arrais       |                  |
|                     | Alice            |
|                     | Tomás            |
|                     | Nicolau "Nico"   |
|                     | David            |
|                     | Amália           |
|                     | Vítor            |
|                     | Afonso           |
|                     | Nelson           |
|                     | Cristiano "Cris" |
|                     | Sara             |
|                     | Bruno            |
|                     | Conceição "São"  |
|                     | Domingos         |
|                     | André            |

## Produção
- Tem "Amor à Prova" como título provisório.[1]
- A telenovela marca o regresso de Joana de Verona à ficção da TVI, após ter trabalhado na SIC e ter feito uma telenovela para a TV Globo.[3]
- As gravações começam em setembro de 2025.